# Atentado del Metro de Minsk de 2011
El atentado del Metro de Minsk es un suceso en el que un explosivo acabó con la vida de 11 personas en el Metro de Minsk, Bielorrusia. La explosión tuvo lugar en la Estación de Oktiabrskaya cuya parada enlaza con las líneas 1 y 2. Las primeras hipótesis recogidas por la prensa apuntaron a un atentado.
Aunque en un primer momento se desconocían las causas, en el lugar de la explosión se encontraron restos de metralla. El Presidente Aleksandr Lukashenko declaró que el objetivo de la explosión era afectar la "tranquilidad y la estabilidad" y apuntó a movimientos extranjeros como posibles responsables, aunque también ordenó una investigación exhaustiva de los almacenajes de instalaciones armamentísticas. La fiscalía inició una investigación criminal y calificaron el suceso como ataque terrorista. La explosión ocurrió cerca de la residencia presidencial de Aleksandr Lukashenko.
Según el presidente de la compañía metropolitana, la explosión se produjo a las 17:56 hora local. Más tarde anunciaría que todo se produjo por la detonación de un artefacto desconocido. Los afectados por la explosión fueron trasladados a varios hospitales clínicos de la capital. El tráfico también se vio perjudicado en la Avenida de la Independencia afectando solo a los automóviles. Los pasajeros de las estaciones metropolitanas de Ploshcha Yayuba Kolasa y Ploshcha Lenina tuvieron prohibida la entrada al metro.

## El atentado

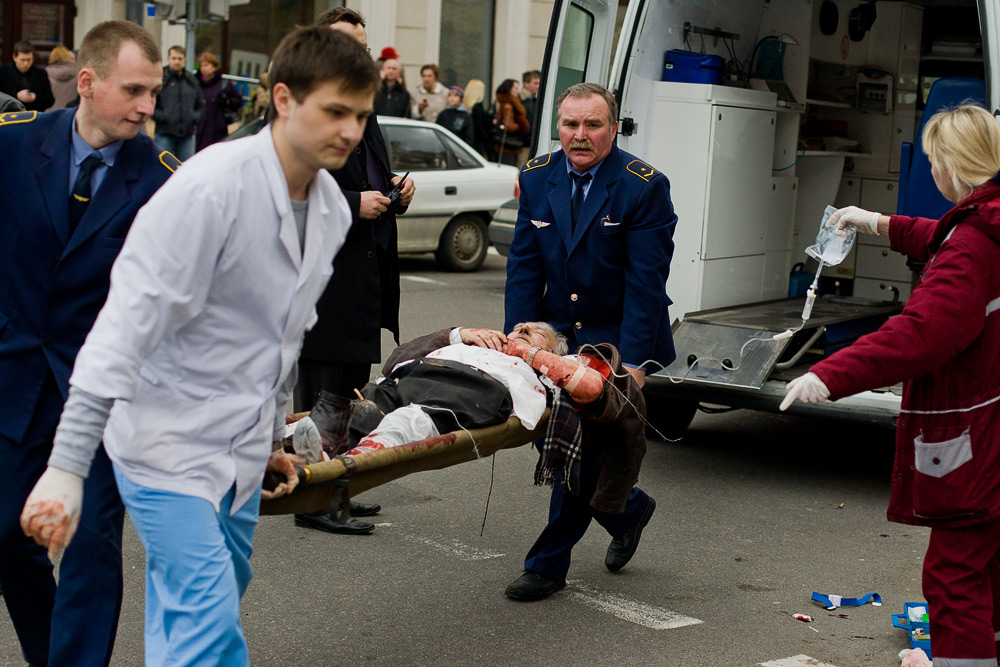
Uno de los heridos recibe asistencia médica en el lugar.

La detonación tuvo lugar el 11 de abril de 2011 en hora punta en la única estación que enlaza con las dos líneas del metro. En la plataforma central de la estación, había un tren en cada una de las vías al momento de la explosión. Según las primeras investigaciones, la bomba estuvo ubicada debajo de un asiento del tren procedente de la estación Institut Kultury cuando estaba cerca del entrante. Hizo explosión cerca del segundo vagón del tren afectado. En el momento de la deflagración había trescientas personas en la zona y un tren sin parada procedente de Uruchcha que pasaba en ese momento. Según declaraciones de los testigos, se produjo "un flash y una explosión" en el momento que los pasajeros salían de un tren.
La explosión provocó un socavón de ochenta centímetros de diámetro. La fuerza de la onda expansiva fue tan potente que movieron los trenes de las estaciones adyacentes de Lenina y Pobedy. La explosión fue equivalente a entre cinco y siete kg de TNT. De acuerdo con la agencia Interfax, el explosivo estaba parcialmente compuesto por fragmentos de metal. El artefacto estaba empaquetado con un cojinete de bolas, sugiriendo que se trataba de una bomba de clavos; la mayoría de los heridos sufrieron daños a causa de la metralla. Se cree que la bomba fue activada por control remoto y que era de avanzada calidad técnica.

### Víctimas

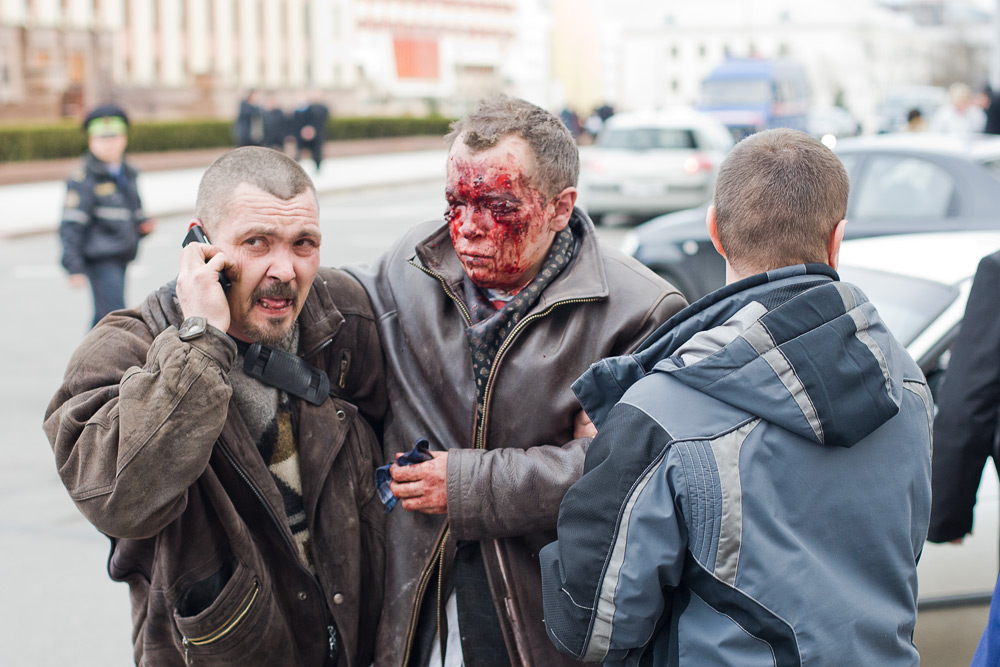
Dos personas sostienen a un hombre herido.

Las 149 personas heridas fueron ingresadas en cinco hospitales de Minsk. Entre los heridos, veintidós lo eran en estado crítico, y otros treinta sufrieron heridas de diversa consideración.
Se anunció que las familias de los fallecidos recibirían de ayuda una indemnización equivalente a 10 000 dólares estadounidenses. Aparte de la compensación económica, los familiares fueron atendidos por servicios sociales y psicólogos.
| Ciudadanos (por nacionalidad) | Fallecidos | Heridos |
| ----------------------------- | ---------- | ------- |
| Bielorrusia                   | 13         | 196     |
| Rusia                         | 0          | 5       |
| Armenia                       | 0          | 1       |
| Turkmenistán                  | 0          | 1       |
| Ucrania                       | 0          | 1       |
| Total                         | 13         | 204     |

Como señal de luto, el 13 de abril de 2011 fue declarado día de duelo nacional; se pusieron crespones negros en las banderas y todos los eventos de entretenimiento programados fueron cancelados.

## Investigación

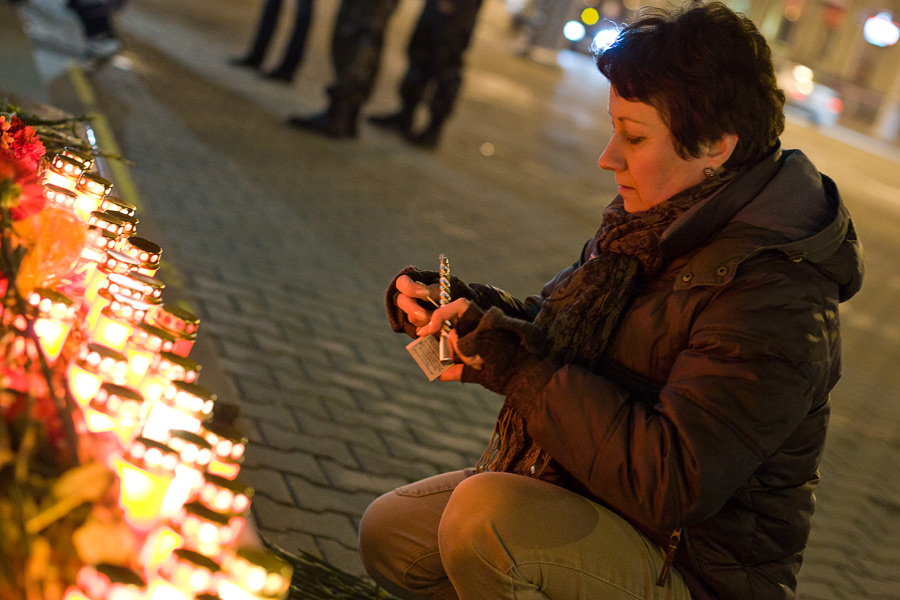
Varios ciudadanos presentan sus respetos a las víctimas en la estación del suceso.

El Presidente Lukashenko pidió una investigación exhaustiva sobre la explosión. Lukashenko ordenó al operativo de seguridad que trabajaran día y noche: 

Debería haber resultados a diario.

 Urgió a las fuerzas de seguridad del Estado a cooperar con las autoridades rusas en la investigación dada la experiencia de estas últimas con los atentados terroristas en el Metro de Moscú.
El Presidente declaró: 

Estamos ante un gran desafío. Esto requiere una respuesta adecuada y debemos encontrar la solución. Hay quienes no nos permitirán vivir tranquilos, y quiero saber "quienes?".

 Tras su declaración hizo un llamamiento a la población para que ayudasen a dar caza a los agresores: 

Quiero dirigirme a la gente honesta y tolerante: sin vosotros será muy difícil dar con esos bastardos. Debéis ayudarnos.

 También exigió una mayor transparencia en la investigación e información para los ciudadanos.
El comité de seguridad de Bielorrusia anunció que pagarían a cualquiera que dispusiese de fotos o vídeos del ataque. Uno de los periódicos afines a la oposición: Nasha Niva ofreció material informativo.
Tres ciudadanos fueron detenidos por difundir rumores falsos y provocar el pánico. Una vez arrestados, se les acusó de publicar información falsa sobre nuevos atentados en foros de internet y redes sociales.
El jefe del grupo de investigación, el subdirector fiscal general Andrei Shved anunció que varias personas fueron arrestadas el 12 de abril y se publicó un retrato robot del posible responsable. El jefe del comité de seguridad estatal, Vadim Zaitsev, declaró que las tres versiones de las causas del ataque terrorista que se están investigando apuntan a un intento de desestabilización por parte de un grupo anarquista extremista y a la acción de una persona insana.
El 13 de abril, dos personas fueron arrestadas. Simultáneamente, Lukashenko declaró que los sospechosos admitieron su responsabilidad y describió la investigación de la policía y la KGB de "operación brillante". Los detenidos también admitieron ser los autores de los atentados contra una cafetería de Vitebsk y de la Plaza de la Independencia, aunque los motivos, según palabras del presidente, siguen sin esclarecerse.